# Diphlebia euphoeoides
Diphlebia euphoeoides – gatunek ważki równoskrzydłej z rodziny Lestoideidae; dawniej zaliczany do Philogangidae. Endemit australijskiego stanu Queensland.